# Conrad Rautenbach
Conrad Rautenbach (ur. 12 listopada 1984) – zimbabwejski kierowca rajdowy, mistrz Afryki z 2007 roku. Od 2004 roku startuje w Mistrzostwach Świata. Syn Billy’ego Rautenbacha, także rajdowca.

## Kariera
W 2001 roku Rautenbach zaliczył swój debiut w rajdach. W 2004 roku zadebiutował w Rajdowych Mistrzostwach Świata. Pilotowany przez Petera Marsha i jadący Fordem Pumą S1600 nie ukończył wówczas Rajdu Monte Carlo. W 2004 roku zdobył 2 punkty w rywalizacji Junior WRC. W Junior WRC startował także w 2005, 2006 i 2007 roku. Zdobył odpowiednio 7 punktów, 25 punktów (5. miejsce w klasyfikacji generalnej w JWRC) i 16 punktów (8. miejsce w JWRC). Przez cały sezon 2008 startował samochodem klasy WRC - były to Citroën Xsara WRC i Citroën C4 WRC. W 2009 roku Zimbabwejczyk został członkiem zespołu Citroën Junior Team obok Francuza Sébastiena Ogiera i Rosjanina Jewgienija Nowikowa. Startując Citroënem C4 WRC wraz z pilotem Danielem Barrittem zdobywał punkty w takich rajdach jak: Rajd Cypru (6. miejsce), Rajd Grecji (5. miejsce), Rajd Polski (8. miejsce) i Rajd Wielkiej Brytanii (8. miejsce).
W swojej karierze Rautenbach wywalczył też dwukrotnie rajdowe Mistrzostwo Afryki - w 2007 i 2011. W sumie w rajdach będących eliminacjami mistrzostw Afryki zwyciężał dziewięciokrotnie.

## Występy w mistrzostwach świata
| Sezon | Zespół              | Samochód                                                               | 1      | 2       | 3        | 4             | 5        | 6         | 7      | 8         | 9         | 10     | 11            | 12              | 13      | 14        | 15            | 16        | Punkty | Miejsce |
| ----- | ------------------- | ---------------------------------------------------------------------- | ------ | ------- | -------- | ------------- | -------- | --------- | ------ | --------- | --------- | ------ | ------------- | --------------- | ------- | --------- | ------------- | --------- | ------ | ------- |
| 2004  | Conrad Rautenbach   | Ford Puma S1600 Opel Corsa S1600 Suzuki Ignis S1600 Citroën Saxo S1600 | NU     | Szwecja | Meksyk   | Nowa Zelandia | Cypr     | NU        | 22     | Argentyna | NU        | Niemcy | Japonia       | NU              | NU      | Francja   | 33            | Australia | 0      | -       |
| 2005  | Conrad Rautenbach   | Citroën Saxo S1600 Citroën C2 S1600                                    | Monako | Szwecja | NU       | Nowa Zelandia | 27       | Cypr      | Turcja | 28        | Argentyna | 40     | NU            | Wielka Brytania | Japonia | 20        | NU            | Australia | 0      | -       |
| 2006  | Conrad Rautenbach   | Renault Clio S1600 Subaru Impreza WRX STi                              | Monako | Szwecja | Meksyk   | 25            | 18       | Argentyna | 16     | 34        | 33        | 43     | Japonia       | Cypr            | 17      | Australia | Nowa Zelandia | 64        | 0      | -       |
| 2007  | Conrad Rautenbach   | Citroën C2 S1600 Citroën Xsara WRC                                     | Monako | Szwecja | Norwegia | Meksyk        | 34       | Argentyna | NU     | Grecja    | 23        | 14     | Nowa Zelandia | 23              | 26      | Japonia   | Irlandia      | NU        | 0      | -       |
| 2008  | Conrad Rautenbach   | Citroën Xsara WRC Citroën C4 WRC                                       | NU     | 16      | Meksyk   | Argentyna     | Jordania | Włochy    | 35     | NU        | Finlandia | Niemcy | NU            | Hiszpania       | Francja | 11        | NU            |           | 0      | -       |
| 2009  | Citroën Junior Team | Citroën C4 WRC                                                         | 18     | NU      | 6        | NU            | NU       | 9         | 5      | 8         | NU        | NU     | 11            | 8               |         |           |               |           | 9      | 10.     |